# Драйзен
Драйзен (нем. Dreisen) — община в Германии, в земле Рейнланд-Пфальц. 
Входит в состав района Доннерсберг. Подчиняется управлению Гёльхайм.  Население составляет 1028 человек (на 31 декабря 2010 года). Занимает площадь 9,03 км².